# Mario Fioretti (magistrato)
Mario Fioretti (Roma, 9 dicembre 1913 – Roma, 4 dicembre 1943) è stato un magistrato italiano, ucciso da un fascista appartenente alla Guardia Nazionale durante la Resistenza romana.

## Biografia
Giovane magistrato di ispirazione antifascista, nel corso dell'occupazione tedesca di Roma, durante la seconda guerra mondiale, condusse assieme ai suoi compagni azione di proselitismo alla causa della resistenza contro i fascisti ed i tedeschi.
Fu collaboratore alla redazione del quotidiano l'Avanti!, del quale si occupò anche della distribuzione in clandestinità.
Così lo ricorda Sandro Pertini: « Mario Fioretti, anima ardente e generoso apostolo del Socialismo [...] Per opera sua (di Eugenio Colorni n.d.r.) e di Mario Fioretti, l'Avanti!! era tra i giornali clandestini quello che aveva più mordente e che sapeva porre con più chiarezza i problemi riguardanti le masse lavoratrici.»
Venne ucciso da un fascista, in piazza di Spagna,  subito dopo aver tenuto un comizio improvvisato al quartiere Flaminio.

## Memoria
Il Comune di Roma gli ha dedicato una lapide a piazza di Spagna, nel luogo dell'assassinio, e, nel 1964, una strada a Monteverde, nella popolare zona di via di Donna Olimpia.